# Surfing with the Alien
Surfing with the Alien è il secondo album di Joe Satriani, pubblicato il 14 ottobre 1987.
Il titolo e l'immagine di copertina si riferiscono a Silver Surfer, personaggio dei fumetti Marvel. Nel 2007 la casa produttrice di strumenti musicali Ibanez ha messo in commercio un'edizione limitata della chitarra JS con la copertina dell'album in rilievo sul corpo, per celebrare il ventesimo anniversario del disco.
La traccia Satch Boogie è stata inserita nel gioco Guitar Hero World Tour, tra i pezzi più difficili da eseguire.

## Tracce
Tutti i brani sono di Joe Satriani.
1. Surfing with the Alien – 4:20
2. Ice 9 – 4:08
3. Crushing Day – 5:16
4. Always with Me, Always with You – 3:20
5. Satch Boogie – 3:10
6. Hill of the Skull – 1:46
7. Circles – 3:27
8. Lords of Karma – 4:46
9. Midnight – 1:42
10. Echo – 5:38

Durata totale: 37:33

## Formazione
- Joe Satriani - chitarra, basso, tastiere, percussioni, drum programming
- Bongo Bob Smith - drum programming, sound design, percussioni
- Jeff Campitelli - batteria, percussioni
- John Cuniberti - percussioni
- Jeff Kreeger - pre-production programming and sound design